# Bikolibri
Bikolibri (Mellisuga helenae), eller helenakolibri, är en kolibri av släktet Mellisuga. Arten lever på Kuba – på huvudön och på Isla de la Juventud – och är en av femton kolibriarter som är endemiska för Västindien. Den är med en vikt på två gram världens minsta fågel.

## Utseende
Bikolibrin är 5–6 centimeter lång och har en vikt på omkring 1,8 till 2 gram, vilket gör den till världens minsta fågel. Vingbredden är 3,25 cm i genomsnitt. Hanen väger ungefär 1,95 g och honan 2,6 g. Den beskrevs av den spanske naturhistorikern Juan Lembeye 1850. Hannen är något mindre än honan. 
Bikolibrins kroppstemperatur är på dagen 40 °C (den högsta av alla fåglars), men bara 19 °C på natten, för att spara energi.

## Föda
Bikolibrin besöker åtminstone tio olika blomväxter, varav nio är endemiska för Kuba. Växtarterna är måreväxten Hamelia patens, Chrysobalanus icaco inom familjen Chrysobalanaceae, malvaväxten Pavonia paludicola, olenaderväxten Forsteronia corymbosa, ärtväxten Lysiloma latisiliquum, passionsblommeväxten Turnera ulmifolia, slideväxten rosensky, verbenaväxten Clerodendrum aculeatum, Tournefortia hirsutissima inom familjen strävbladiga växter och vinväxten Cissus obovata. Kolibrin äter även i viss utsträckning insekter och spindlar. En typisk dag äter bikolibrin ungefär motsvarande halva sin vikt.

## Habitat och utbredning
Bikolibrin är endemisk i Kubaarkipelagen, och är dokumenterad på huvudön och på Isla de la Juventud i Västindien. På huvudön återfinns den huvudsakligen i mogote-områden, dvs. isolerade branta bergsområden, i Pinar del Río-provinsen på västra Kuba och mera sparsamt vid Playa Larga i omgivningarna av träskmarkerna Ciénaga de Zapata.
Arten har iakttagits på fler platser, men kan förväxlas med den andra arten i släktet Mellisuga, fekolibrin, Mellisuga minima. Uppgifter om förekomster på Jamaica, Haiti och i Dominikanska republiken i närheten av huvudstaden Santo Domingo möter därför stor skepsis bland ornitologer.

## Häckning

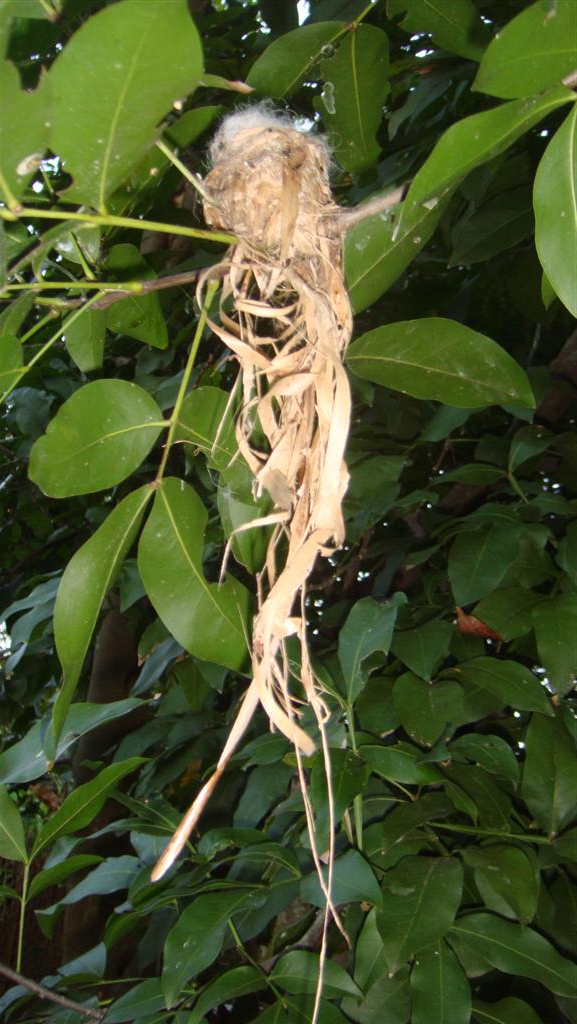
En bikolibris bo.

Bikolibrins häckning sker i mars–juni. Arten lägger ett eller två ägg. Boet byggs av spindelväv, bark och lavar av honan och blir ungefär 2,5 cm i diameter. Där lägger hon ägg som inte är större än en ärta. Honan ruvar äggen och föder upp ungarna själv.

## Status
Bikolibrin har ett rätt stort utbredningsområde, men beståndet tros vara litet. Den anses dessutom minska förhållandevis kraftigt i antal
till följd av skogsavverkningar. IUCN listar den som nära hotad.